# Claudiu Târziu
Claudiu Richard Târziu (n. 20 februarie 1973, Bacău, România) este un jurnalist, scriitor român și senator ales în legislatura 2020-2024, fost co-președinte al partidului Alianța pentru Unirea Românilor, candidat pentru funcția de primar general al Bucureștiului la Alegeri locale în București, 2020. 
În septembrie 2019, Târziu a lansat împreună cu George Simion platforma politică Alianța pentru Unirea Românilor (AUR). A părăsit AUR în aprilie 2025 și și-a fondat propriul partid politic numit Acțiunea Conservatoare (ACT).

## Biografie
Claudiu Târziu s-a născut la Bacău, județul Bacău, România, la 20 februarie 1973. Între 1994 și 1999 a studiat la Facultatea de Drept a Universității “Mihai Eminescu” din Iași, iar în 2002 a început studiile la Facultatea de Comunicare și Relații Publice din SNSPA, București, pe care a absolvit-o în 2007.
Și-a făcut debutul în jurnalistică în 1993 cu reportajul “O noapte printre șomeri”, publicat în cotidianul băcăuan „Deșteptarea”. Între 1993 și 2001, Claudiu Târziu a fost corespondent, șef Secție Politică, reporter special, redactor șef-adjunct sau redactor șef la diferite publicații (cotidiene și săptămânale) din orașul natal și colaborator al postului de Radio Europa Liberă.

## Activitate civică
Târziu a fost director și fondator al revistei Rost, prezentată ca fiind o „platformă de analize, opinii și dezbateri în spiritul Dreptei creștine”. În paginile revistei au fost promovate figuri ale unor lideri ai Mișcării Legionare.

## Activitate politică
Pe 11 August 2019 a fost lansată mișcarea civico-politică ”România Mare în Europa” (RME), Claudiu Târziu fiind unul dintre liderii acestei mișcări. Pe 1 Decembrie, în Alba Iulia a avut loc Conferința națională pentru lansarea publică a partidului Alianța pentru Unirea Românilor (AUR) din București, înregistrat oficial ca urmare a eforturilor de organizare ale RME. Cu această ocazie, Claudiu Târziu a vorbit despre valorile și principiile care vor călăuzi noua formațiune politică, în calitate de doctrinar al acesteia.
În calitate de senator, el a inițiat mai multe propuneri legislative, printre care "Interzicerea discriminării pe motiv de vaccinare", "Modificarea legii privind alocația de stat pentru copii", precum și abrogarea legii 55/2020 ("legea pandemiei"), prin care acesta susține că guvernul a "anulat de facto drepturile și libertățile cetățenilor".
În martie 2022, Claudiu Târziu a făcut o vizită de lucru în sudul Basarabiei, Regiunea Odesa, mergând îm orașul Ismail și localitatea Hagi-Curda pentru a analiza situația populației române din zonă, în urma războiului dintre Rusia și Ucraina.
În urma Alegerilor Europarlamentare din Iunie 2024 Claudiu Târziu, a fost ales europarlamentar pe lista partidului AUR.

### Ruptură cu AUR

Tâziu cu George Simion la Bistrița, 19 octombrie 2024

Pe 4 aprilie 2025, Târziu a fost suspendat din funcția de președinte al Consiliului Național AUR. După mai multe critici publice la adresa lui George Simion, Târziu își dă demisia din partidul AUR în aprilie 2025, acuzând că a devenit partidul personal al președintelui acestuia.
Pe 21 mai 2025, Târziu anunta formarea propriului sau partid, Acțiunea Conservatoare (ACT), acesta sustinand ca partidul sau nu avea niciun fel de legatura cu formatiunea AUR. Printre membrii fondatori s-au numărat Șerban-Dimitrie Sturdza, Antonio Andrușceac și Robert Alecu. Partidul a fost lansat oficial pe 21 iunie.

## Ideologie
Târziu este creștin ortodox și consideră creștinismul a fi o parte indispensabilă a identității naționale românești. Acesta a exprimat păreri negative asupra homosexualității și a comunității LGBT, afirmând despre persoanele gay că ar avea un comportament denaturat, și cerințe de neacceptat. Tot el a scris despre terapia de conversie, o practică pseudoștiințifică prin care se încearcă schimbarea orientării sexuale a unei persoane.
El și-a exprimat de multe ori simpatia pentru membrii organizației fasciste Mișcarea Legionară, pe care i-a descris ca având "puterea sufletească de jertfă, datorită credinței în Hristos”, precum și față de liderul acesteia, Corneliu Zelea Codreanu. Târziu a respins însă acuzațiile de antisemitism aduse partidului AUR.
Se numără printre cei care susțin mișcarea anti-avort din România.

## Opere
- Maria Ploae – viața pe scene, Editura Uniunii Cineaștilor din România, București, 2014, ISBN 9789730326031
- Cei 13 care m-au salvat, Editura Rost, București, 2018, ISBN 9786069359891
- Rostul generației noastre. O perspectivă conservatoare asupra României postcomuniste, Editura Rost, 2019, ISBN 9786069359860